# リチャード・M・パワーズ
リチャード・M・パワーズ(英語: Richard M. Powers 1921年2月24日 – 1996年3月9日）はアメリカのSFイラストレーターである。2008年にSF&ファンタジーの殿堂入りした。

## 経歴
1921年にシカゴのカトリックの家族に生まれ、母親やおばに支えられて幼少時を過ごした。父はパワーズが11歳のとき家族のもとを去った。第二次世界大戦に従軍した後、ニューヨーク市で働きながら、ケンタッキー大学で美術を学んだ。結婚し、ニューヨーク市のニュースクール大学で絵画の勉強をしながら、雑誌や出版社で挿絵の仕事を始めた。

伝統的なパルプ紙のスタイルで仕事を始めたが、すぐにキュービスト、シュールレアリスト、特にピカソ、イヴ・タンギーに影響されて、個性的なシュールレアリズムにもめり込んでいった。彼は、また、1996年75歳で死ぬまでの数年間、抽象画とコラージュに傾倒した。

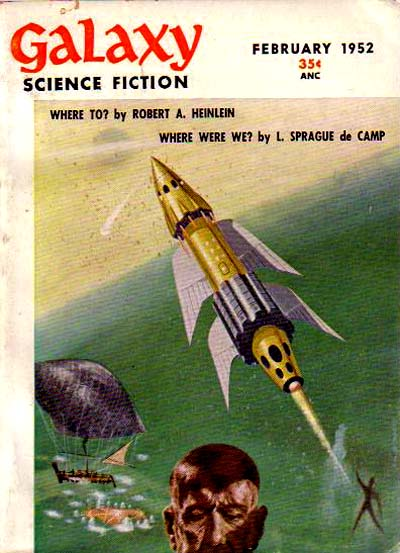
1952年にパワーズが『ギャラクシー・サイエンス・フィクション』に描いた表紙の絵。